# CRYBA1
CRYBA1 (англ. Crystallin beta A1) – білок, який кодується однойменним геном, розташованим у людей на короткому плечі 17-ї хромосоми. Довжина поліпептидного ланцюга білка становить 215 амінокислот, а молекулярна маса — 25 150.
| 10         |  | 20         |  | 30         |  | 40         |  | 50         |
| ---------- |  | ---------- |  | ---------- |  | ---------- |  | ---------- |
| METQAEQQEL |  | ETLPTTKMAQ |  | TNPTPGSLGP |  | WKITIYDQEN |  | FQGKRMEFTS |
| SCPNVSERSF |  | DNVRSLKVES |  | GAWIGYEHTS |  | FCGQQFILER |  | GEYPRWDAWS |
| GSNAYHIERL |  | MSFRPICSAN |  | HKESKMTIFE |  | KENFIGRQWE |  | ISDDYPSLQA |
| MGWFNNEVGS |  | MKIQSGAWVC |  | YQYPGYRGYQ |  | YILECDHHGG |  | DYKHWREWGS |
| HAQTSQIQSI |  | RRIQQ      |  |            |  |            |  |            |

A: Аланін

C: Цистеїн

D: Аспарагінова кислота

E: Глутамінова кислота

F: Фенілаланін

G: Гліцин

H: Гістидин

I: Ізолейцин

K: Лізин

L: Лейцин

M: Метіонін

N: Аспарагін

P: Пролін

Q: Глутамін

R: Аргінін

S: Серин

T: Треонін

V: Валін

W: Триптофан

Задіяний у такому біологічному процесі, як ацетилювання. 